# Силвейра, Мария ду Карму
Мария ду Карму Тровоада Пиреш ди Карвалью Силвейра (порт. Maria do Carmo Trovoada Pires de Carvalho Silveira, родилась 14 февраля 1961) — политический деятель Сан-Томе и Принсипи, премьер-министр страны с 8 июня 2005 по 21 апреля 2006 года, член партии Движение за освобождение Сан-Томе и Принсипи / Социал-демократическая партия.

## Биография
Мария ду Карму получила образование экономиста в Донецком национальном университете (Украина) и степень магистра государственного управления в Национальной школе администрации в Страсбурге (Франция) и была третьим главой Центрального банка Сан-Томе и Принсипи с 1999 по 2005 год. Она сменила на этом посту Карлоса Куарежму Батисту де Соузу, а после неё должность занял Арлиндо Афонсо Карвалью. С 2011 года Мария ду Карму вновь возглавила Центральный банк в качестве шестого его главы, сменив Луиса Фернандо Морейру де Соузу.

## В должности премьер-министра
Она занимала посты премьер-министра и министра планирования и финансов Сан-Томе и Принсипи с 8 июня 2005 года по 21 апреля 2006 года.
Мария ду Карму, вторая женщина премьер-министр в истории страны, является членом партии Движение за освобождение Сан-Томе и Принсипи / Социал-демократическая партия (MLSTP-PSD) и была членом её исполнительного совета.
Мария ду Карму заявляла, что макроэкономическая стабильность является приоритетом её политики, и отметилась тем, среди прочего, что урегулировала спор о заработной плате с профсоюзами в государственном секторе, получила помощь от МВФ и добилась соглашения с Анголой о сотрудничестве в нефтяном секторе.

## Уход с поста премьер-министра
Её срок на посту премьер-министра закончился после парламентских выборов 2006 года, на которых оппозиция победила её партию. На этой должности её сменил Томе Соареш да Вера Круш.